# Чорна Галина Михайлівна
Галина Михайлівна Миць, у шлюбі Чорна (нар. 18 листопада 1967, село Білий Камінь, Золочівський район, Львівська область) — українська політикиня, публічна діячка, журналістка. Народний депутат України 7-го скликання. Член фракції ВО «Свобода».

## Біографія
У шкільні роки навчалася в музичній школі та художній студії. 1984 року закінчила середню школу № 2 міста Золочева із золотою медаллю, а 1990 року — факультет журналістики Львівського державного університету імені Івана Франка.
У 1992—2002 роках працювала в західноукраїнській суспільно-політичній газеті «Молода Галичина», спершу кореспонденткою, а згодом завідувачкою відділу соціально-економічних проблем; у 2002—2008 роках пройшла аналогічний шлях, працюючи у часописі «Високий замок». За весь час роботи в часописах її статті друкувалися не лише на шпальтах цих видань, але й у низці українських та закордонних видань. У лютому 2006 року призначена головною редакторкою часопису Всеукраїнського об'єднання «Свобода». Членкинею ВО «Свобода» стала 2007 року.
У жовтні 2010 року Чорна стала депутаткою Львівської обласної ради від ВО «Свобода». У 2012 році зайняла посаду заступниці директора фірми «СТО-ВП Плюс». У жовтні того ж року обрана народною депутаткою Верховної ради України по багатомандатному виборчому округу як представниця ВО «Свобода». У 2014 році Чорна залишила посаду заступниці директора «СТО-ВП Плюс» і 9 квітня того ж року принесла присягу народного депутата України під час чергового парламентського засідання. В апараті Верховної ради України перебувала на посаді заступниці голови Комітету Верховної Ради України з питань свободи слова та інформації. Припинення депутатських повноважень — 27 листопада 2014 року.

## Родина
Одружена. Чоловік — Чорний Аркадій Дмитрович, син — Андрій. Мешкають у Львові.